# Albanien beim Junior Eurovision Song Contest
Teilnehmende Rundfunkanstalt

Erste Teilnahme
2012
Anzahl der Teilnahmen
10 (Stand 2024)
Höchste Platzierung
5 (2015)
Höchste Punktzahl
126 (2024)
Niedrigste Punktzahl
35 (2012)
Punkteschnitt (seit erstem Beitrag)
52,17 (Stand 2020)
Punkteschnitt pro abstimmendem Land im 12-Punkte-System
3,34 (Stand 2015)
Dieser Artikel befasst sich mit der Geschichte Albaniens als Teilnehmer am Junior Eurovision Song Contest.

## Teilnahme am Wettbewerb
Wegen des letzten Platzes beim Debüt 2012 setzte Albanien ähnlich wie Israel gleich nach der ersten Teilnahme aus. 2015 kehrte man zum Wettbewerb zurück. Mishela Rapos Lied Dambaje war der erste Beitrag beim Junior Eurovision Song Contest, der Zeilen in türkischer und serbokroatischer Sprache enthält, da bisher weder die Türkei noch Bosnien und Herzegowina am Wettbewerb teilgenommen haben. Mit dem fünften Platz erreichte sie 2015 das bisher beste Ergebnis des Landes beim JESC. Bei allen anderen Teilnahmen belegte Albanien einen Platz unter den letzten fünf.
Für 2020 gab Albanien zusammen mit sechs weiteren Ländern seinen Rückzug vom Wettbewerb aufgrund der Covid19-Pandemie bekannt. 2021 kehrte man allerdings wieder zum Wettbewerb zurück.

## Liste der Beiträge
| Jahr      | Interpret                | Titel (Musik / Text)                                                                  | Sprache                                                                                    | Übersetzung                    | Platz Teilnehmer (gesamt) | Punkte                   | Nationaler Vorentscheid                          |
| --------- | ------------------------ | ------------------------------------------------------------------------------------- | ------------------------------------------------------------------------------------------ | ------------------------------ | ------------------------- | ------------------------ | ------------------------------------------------ |
| 2012      | Igzidora Gjeta           | Kam Një Këngë Vetëm Për Ju M/T: Igzidora Gjeta, Jorgo Papingji, Xhavit Ujkani         | Albanisch                                                                                  | Ich habe ein Lied nur für dich | 12 / 12                   | 35                       | Junior Fest Albania 2012                         |
| 2013–2014 | Auf Teilnahme verzichtet | Auf Teilnahme verzichtet                                                              | Auf Teilnahme verzichtet                                                                   | Auf Teilnahme verzichtet       | Auf Teilnahme verzichtet  | Auf Teilnahme verzichtet | Auf Teilnahme verzichtet                         |
| 2015      | Mishela Rapo             | Dambaje M/T: Adrian Hila, Pandi Laco                                                  | Albanisch, Englisch, Deutsch, Französisch, Italienisch, Serbokroatisch, Spanisch, Türkisch | –                              | 5 / 17                    | 93                       | Festivali Mbarëkombëtar i Këngës për Fëmijë 2015 |
| 2016      | Klesta Qehaja            | Besoj M/T: Adrian Hila, Pandi Laco                                                    | Albanisch, Englisch                                                                        | Ich glaube                     | 13 / 17                   | 38                       | Festivali Mbarëkombëtar i Këngës për Fëmijë 2016 |
| 2017      | Ana Kodra                | Don‘t Touch My Tree M/T: Jorgo Papingji, Kristi Popa                                  | Albanisch, Englisch                                                                        | Berühre nicht den Baum         | 13 / 16                   | 67                       | Junior Fest 2017                                 |
| 2018      | Efi Gjika                | Barbie M/T: Efthimia Gjika, Hristina Gjika                                            | Albanisch, Englisch                                                                        | –                              | 17 / 20                   | 44                       | Junior Fest 2018                                 |
| 2019      | Isea Çili                | Mikja Ime Fëmijëri M/T: Saimir Çili, Jorgo Papingji                                   | Albanisch                                                                                  | Mein Freund aus der Kindheit   | 17 / 19                   | 36                       | Junior Fest 2019                                 |
| 2020      | Auf Teilnahme verzichtet | Auf Teilnahme verzichtet                                                              | Auf Teilnahme verzichtet                                                                   | Auf Teilnahme verzichtet       | Auf Teilnahme verzichtet  | Auf Teilnahme verzichtet | Auf Teilnahme verzichtet                         |
| 2021      | Anna Gjebrea             | Stand By You M/T: Gannin Arnold, Endi Çuçi, Anna Gjebrea, Sanni M’Mairura, Adam Watts | Albanisch, Englisch                                                                        | Steh zu dir                    | 14 / 19                   | 84                       | Junior Fest 2021                                 |
| 2022      | Kejtlin Gjata            | Pakëz Diell M/T: Kejtlin Gjata, Endri Muça                                            | Albanisch                                                                                  | Ein bisschen Sonnenlicht       | 12 / 16                   | 94                       | Junior Fest 2022                                 |
| 2023      | Viola Gjyzeli            | Bota Ime M/T: Enis Mullaj, Eriona Rushiti                                             | Albanisch                                                                                  | Meine Welt                     | 8 / 16                    | 115                      | Junior Fest 2023                                 |
| 2024      | Nikol Çabeli             | Vallëzoj M/T: Endri Muçaj, Eriona Rushiti                                             | Albanisch                                                                                  | Tanzen                         | 7 / 17                    | 126                      | Junior Fest 2024                                 |

## Nationale Vorentscheide
Der Beitrag 2012 wurde durch einen Vorentscheid namens Junior Fest Albania 2012 gewählt. 2015 sowie 2016 wurde der Teilnehmer durch den Vorentscheid Festivali Mbarëkombëtar i Këngës për Fëmijë gewählt. Seit 2017 findet der Vorentscheid Junior Fest statt.

## Punktevergabe
Folgende Länder erhielten die meisten Punkte von oder vergaben die meisten Punkte an Albanien:
| Die meisten vergebenen Punkte | Die meisten vergebenen Punkte | Die meisten vergebenen Punkte |
| Platz                         | Land                          | Punkte                        |
| ----------------------------- | ----------------------------- | ----------------------------- |
| 1                             | Nordmazedonien                | 51                            |
| 2                             | Armenien                      | 49                            |
| 3                             | Georgien                      | 48                            |
| 4                             | Italien                       | 44                            |
| 5                             | Malta                         | 37                            |

| Die meisten erhaltenen Punkte | Die meisten erhaltenen Punkte | Die meisten erhaltenen Punkte |
| Platz                         | Land                          | Punkte                        |
| ----------------------------- | ----------------------------- | ----------------------------- |
| –                             | Online-Voting                 | 180                           |
| 1                             | Italien                       | 28                            |
| 2                             | Irland                        | 26                            |
| 3                             | Nordmazedonien                | 22                            |
| 4                             | Armenien                      | 19                            |
| 5                             | Malta                         | 18                            |

Stand: Mai 2023